# Орликовщина (Хорольский район)
Орликовщина (укр. Орликівщина) — село,
Ялосовецкий сельский совет,
Хорольский район,
Полтавская область,
Украина.
Код КОАТУУ — 5324888215. Население по переписи 2001 года составляло 319 человек.

## Географическое положение
Село Орликовщина примыкает к селу Бариловщина,
на расстоянии в 1 км находится село Скибовщина (Великобагачанский район).
По селу протекает пересыхающий ручей с запрудой. У западной части села берёт начало река Багачка.

## История
После 1912 отделилась Бариловщина и около 1880 присоеденина Маиорщина, а после 1945 присоеденены Андрийцы

## Экономика
- Молочно-товарная ферма.